# Ministero dell'informazione (Siria)
Il Ministero dell'informazione (in arabo: وزارة الإعلام) è un dicastero del Consiglio dei ministri siriano deputato al controllo dei mezzi di comunicazione di massa nazionali.
L'attuale ministro è Hamza al-Mustafa, in carica dal 29 marzo 2025.

## Elenco dei ministri dell'informazione
- Dr. ʿAbd Allāh ʿAbd al-Dayyam (1961–1962)[2]
- ʿAbd al-Salām al-ʿAjīlī (1962)
- ʿAbd al-Ḥalīm Qadūr (1962–1963)
- Dr. Sāmī al-Jundī (1963)
- Dr. Sāmī al-Jundī (1963–1964)
- Dr. ʿAbd Allāh ʿAbd al-Dayyam (1964)
- Mashhūr Zaytūn (1964–1965)
- Sulaymān al-Khāsh (1965)
- Shākir Muṣṭafā (1966)
- Jamīl Shīʿā (1966)
- Muḥammad al-Zuʿbī (1966–1967)
- Ḥabīb Ḥaddād (1967–1968)
- Asʿad Ṣaqr (1968–1969)
- Ḥamūd al-Fabanī (1969–1970)
- Nājī al-Darāwishah (1970–1971)
- Fāʾiz Nāṣir (1971–1972)
- Aḥmad Ḥasan al-Asʿad (1972–1973)
- Jūrj Ṣidqnī (1973–1974)
- Aḥmad Iskandar Aḥmad (1974-1984)
- Yāsīn Rajūḥ (1984-1987)
- Muḥammad Salmān (1987-2000)
- ʿAdnān ʿUmrān (2000-2003)
- Aḥmad Ḥasan (2003-2004)
- Mahdī Dakhlallāh (2004-2006)
- Muḥsin Bilāl (2006-2011)
- ʿAdnān Ḥasan Maḥmūd (2011-2012)
- ʿUmrān al-Zuʿbī (2012-2016)[3]
- Muḥammad Rāmiẓ Tūrjuman (2016-2018)[4]
- ʿImād ʿAbd Allāh Sarah (2018-2021)[5]
- Buṭrus al-Ḥallāq (2021-2024)[6]
- Ziyād Ghuṣn (2024)[7]
- Muḥammad al-ʿUmar (2024-2025)
- Hamza al-Mustafa (2025-presente)